# Virginia (Nebraska)
Virginia es una villa ubicada en el condado de Gage en el estado estadounidense de Nebraska. En el Censo de 2010 tenía una población de 60 habitantes y una densidad poblacional de 234 personas por km².

## Geografía
Virginia se encuentra ubicada en las coordenadas 40°14′45″N 96°29′56″O / 40.24583, -96.49889. Según la Oficina del Censo de los Estados Unidos, Virginia tiene una superficie total de 0.26 km², de la cual 0.26 km² corresponden a tierra firme y (0%) 0 km² es agua.

## Demografía
Según el censo de 2010, había 60 personas residiendo en Virginia. La densidad de población era de 234 hab./km². De los 60 habitantes, Virginia estaba compuesto por el 91.67% blancos, el 0% eran afroamericanos, el 1.67% eran amerindios, el 0% eran asiáticos, el 0% eran isleños del Pacífico, el 0% eran de otras razas y el 6.67% pertenecían a dos o más razas. Del total de la población el 0% eran hispanos o latinos de cualquier raza.